# Katedra św. Jerzego w Wiener Neustadt
Katedra św. Jerzego (niem. St.-Georgs-Kathedrale) – gotycka, rzymskokatolicka świątynia rektoralna znajdująca się w austriackim mieście Wiener Neustadt, główna świątynia ordynariatu polowego Austrii. Dawna kaplica zamkowa.

## Historia
Kaplica zamkowa została wzniesiona w latach 1440–1460, podczas przebudowy zamku za panowania cesarza Fryderyka III Habsburga. Za wygląd świątyni, noszącej pierwotnie wezwanie św. Marii, odpowiadał pochodzący z Lublina budowniczy Peter Pusika. W 1479 świątynia przeszła w ręce Zakonu św. Jerzego z Karyntii i od tej pory nosi obecne wezwanie. W 1519 w kaplicy pochowano urodzonego na tymże zamku cesarza Maksymiliana I. W 1529 warownia została zniszczona podczas oblężenia tureckiego. W 1600 roku opiekę duszpasterską nad kościołem przejęli jezuici, w następnych latach posługiwali tu cystersi i pijarzy. W 1608 i 1616 budynek niszczyły pożary, lecz za sprawą arcyksięcia Maksymiliana III odbudowano go. 14 grudnia 1751 zamek został siedzibą Terezjańskiej Akademii Wojskowej, a świątynia była niezależna od funkcjonującej w mieście parafii. Świątynia została zniszczona wraz z zamkiem podczas bombardowania z 12 marca 1945, w 1946 rozpoczęto jej odbudowę. Późnogotyckie witraże zostały przedtem wymontowane z okien, dzięki czemu przetrwały II wojnę światową. W 1951 kaplicę konsekrował kard. Theodor Innitzer. Po reaktywacji akademii w 1958 roku świątynia wróciła w ręce kapelanów wojskowych, a 1 lipca 1987 została wyniesiona do godności katedry Ordynariatu Polowego Austrii. W 2018 roku wyremontowano wnętrze kościoła.

## Architektura i wyposażenie
Świątynia gotycka, trójnawowa, o układzie halowym. Elewację od strony dziedzińca zdobią rzeźbione herby. Sklepienie podtrzymuje osiem kolumn o średnicy 90 cm. Ołtarz wykonano wg projektu Martina i Wernera Feiersingerów, został poświęcony 11 stycznia 2019 przez bpa Wernera Freistettera. Złożono w nim relikwie św. Jerzego, św. Leopolda, bł. Jakuba Kerna i bł. Karola I Habsburga. Autorem nastawy ołtarzowej z 2018 roku jest Andreas Gamerith, nawiązuje ona do sztuki gotyckiej. W nawie głównej ustawiono relikwiarz z 1480 roku; w 1779 przeniesiono go w trzech kawałkach do klasztoru Neukloster, do Wiener Neustadt powrócił w 1989 roku. Obok relikwiarza ustawiono XV-wieczną chrzcielnicę. W kruchcie od strony dziedzińca znajduje się nagrobek pochowanego w 1994 roku biskupa Alfreda Kosteleckiego. Organy wykonał w 1952 roku warsztat Johanna Marcellinusa Kauffmanna, składają się z dwóch manuałów, pedału i 1519 piszczałek zgrupowanych w 23 głosy. Instrument wyremontowano w 1993 roku i w latach 2024–2025. Pierwotnie dzwony znajdowały się pod dachem świątyni, lecz w 1659 przewieszono je na północno-zachodnią wieżę zamku. Dane współcześnie istniejących dzwonów:
| Imię                           | Waga    | Średnica | Ton  | Rok odlania | Ludwisarz                     |
| ------------------------------ | ------- | -------- | ---- | ----------- | ----------------------------- |
| Kaiserglocke                   | 750 kg  | 110 cm   | fis' | 1896        | Ignaz Hilzer, Wiener Neustadt |
| Georgsglocke                   | 1530 kg | 136 cm   | d'   | 1950        | Josef Pfundner, Wiedeń        |
| Große Maximilianische H-Glocke | 3850 kg | 180 cm   | h0   | 1617        | Heinrich Reinhardt, Innsbruck |

## Galeria

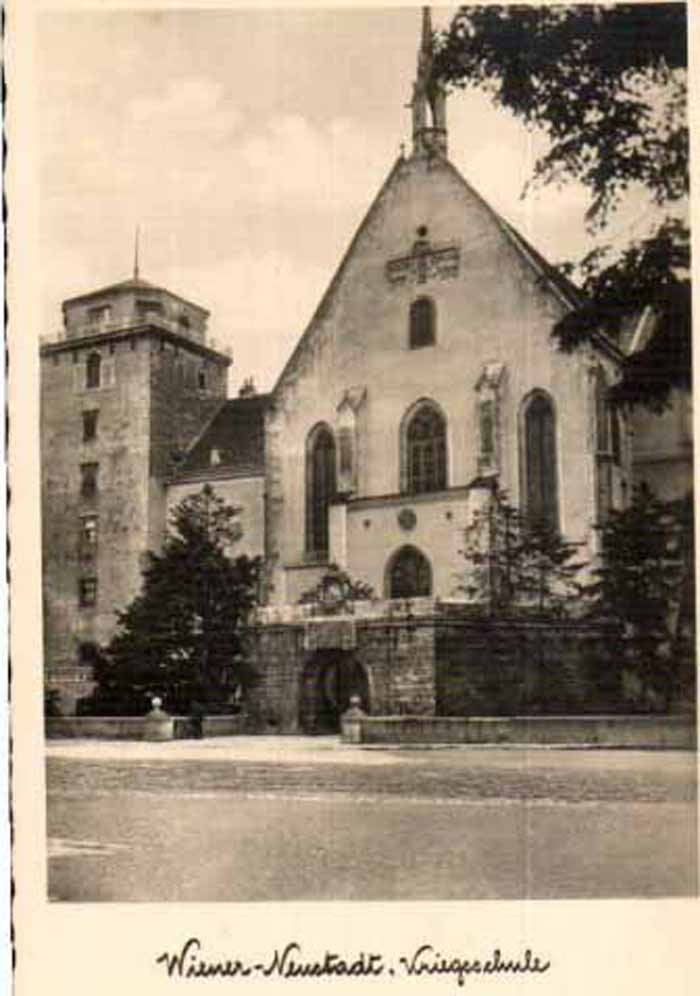
Widok w 1900 roku
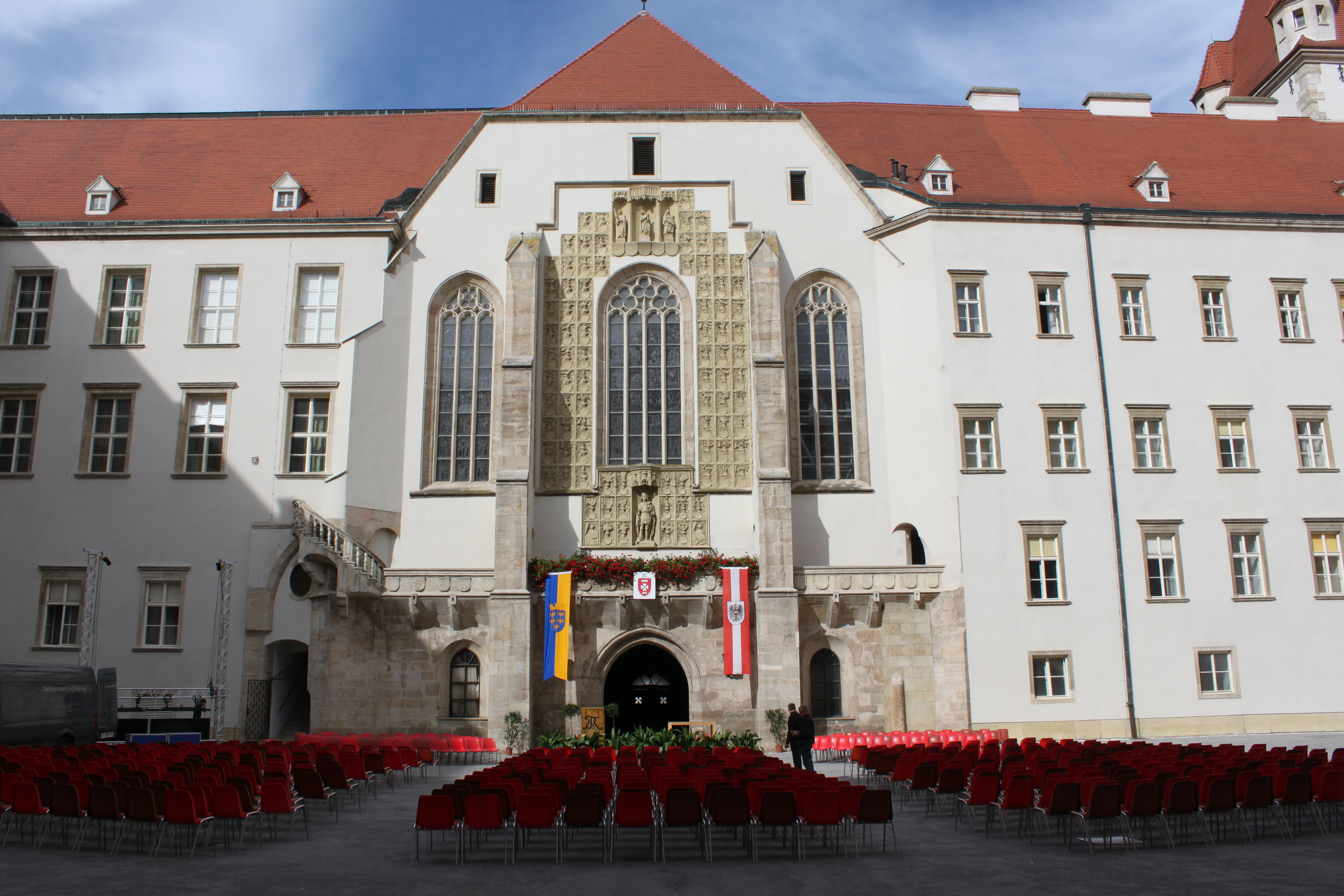
Dekorowana herbami elewacja od strony dziedzińca
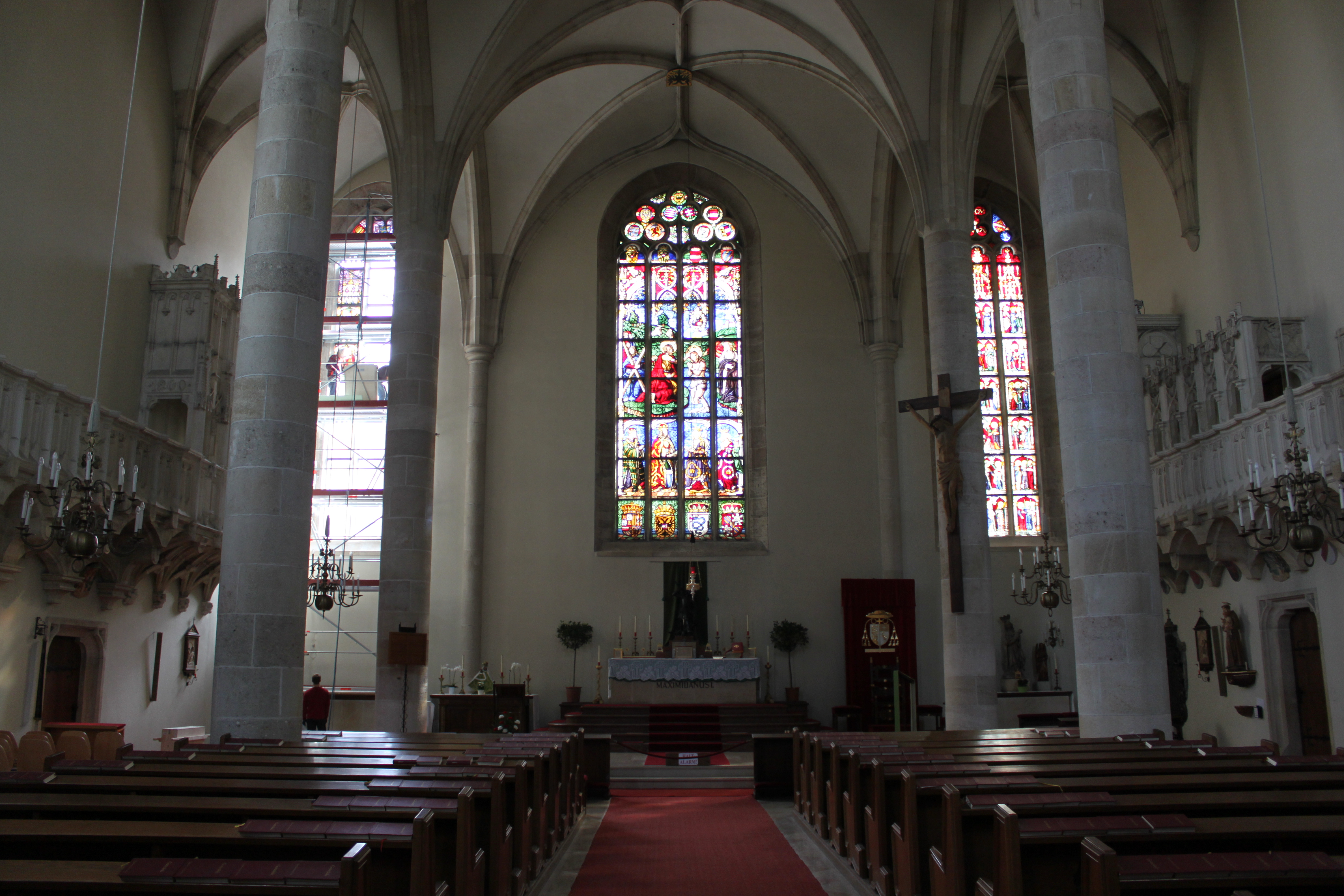
Wnętrze w 2011
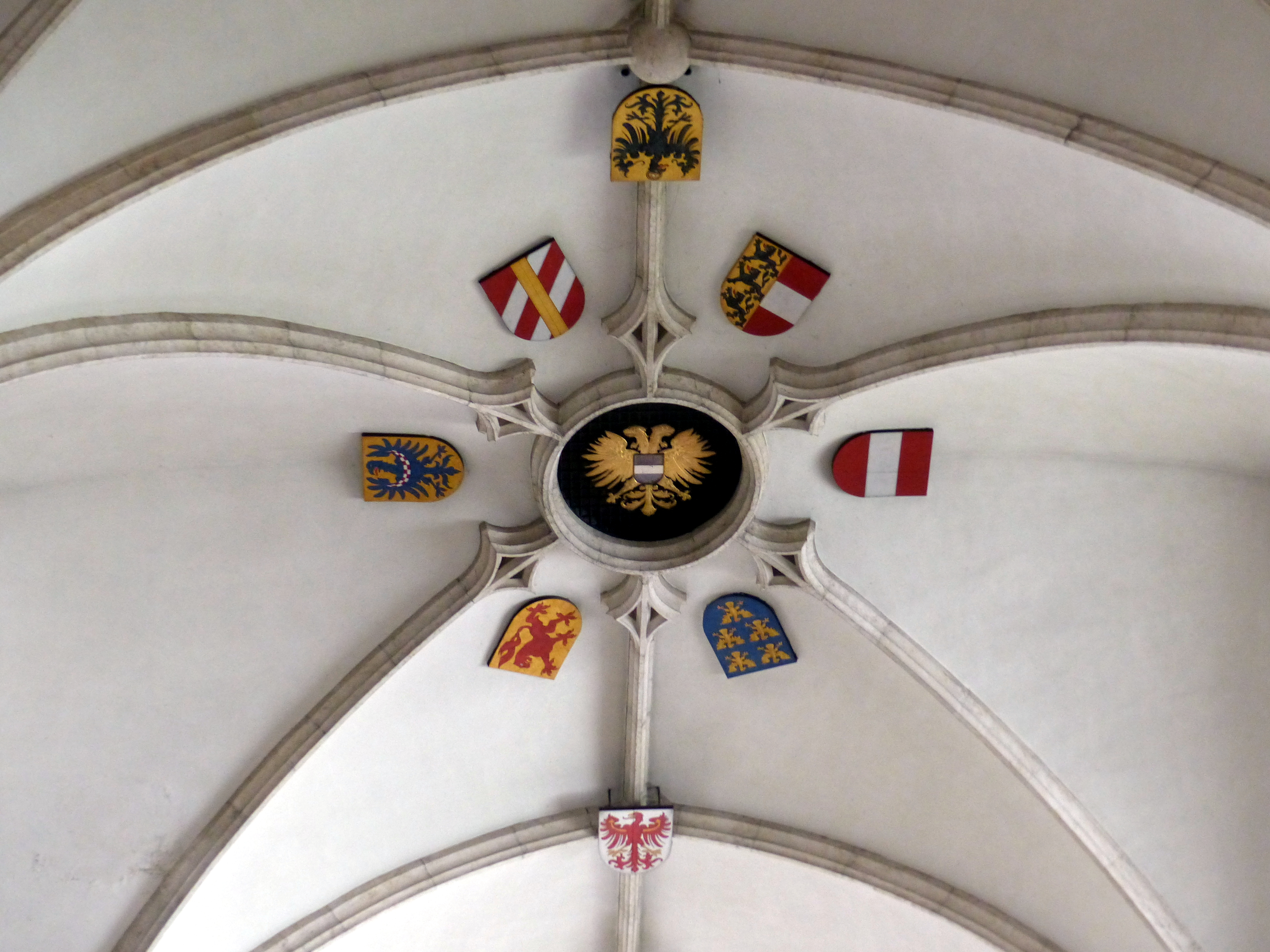
Herby na sklepieniu
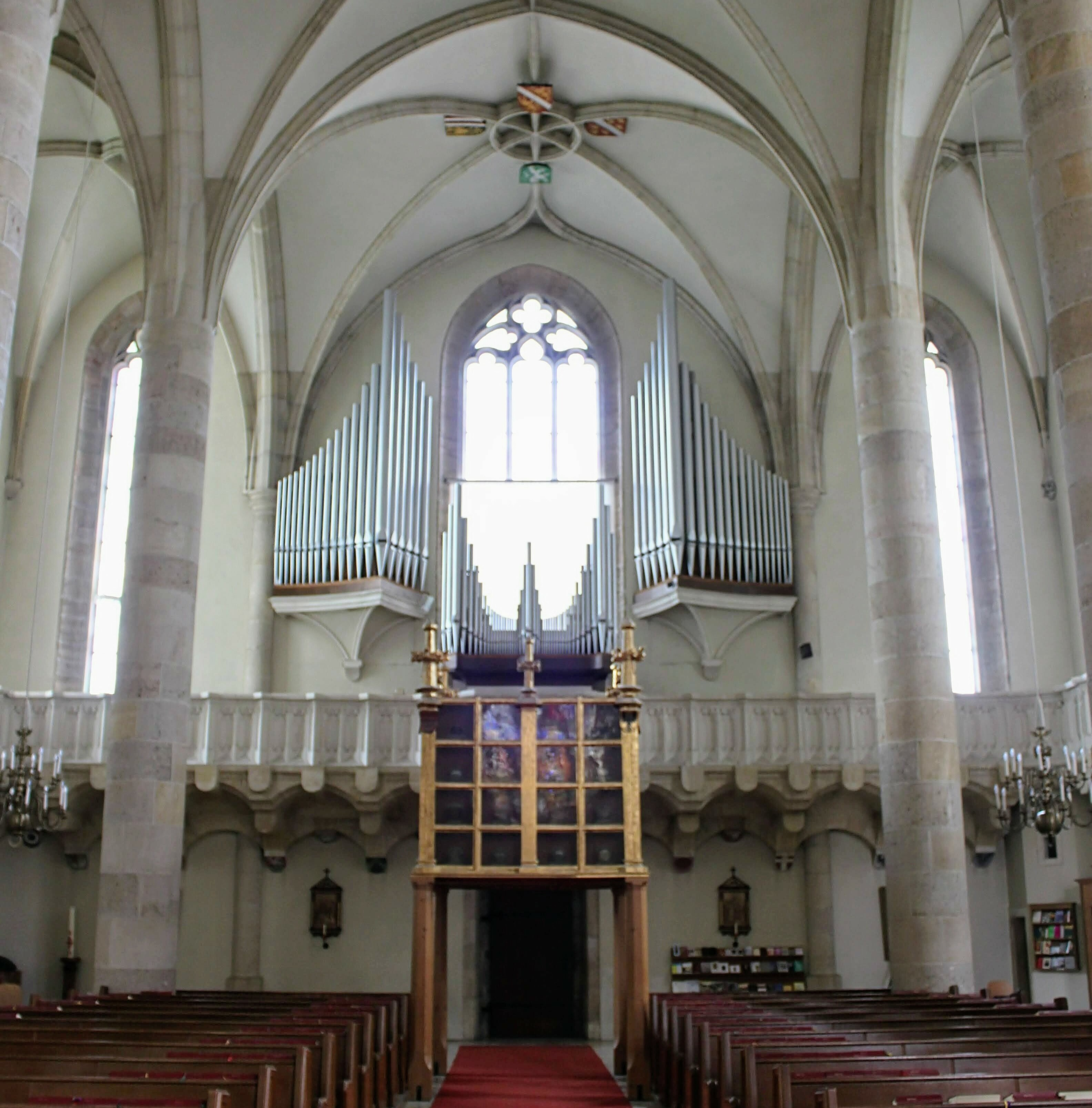
Relikwiarz i organy
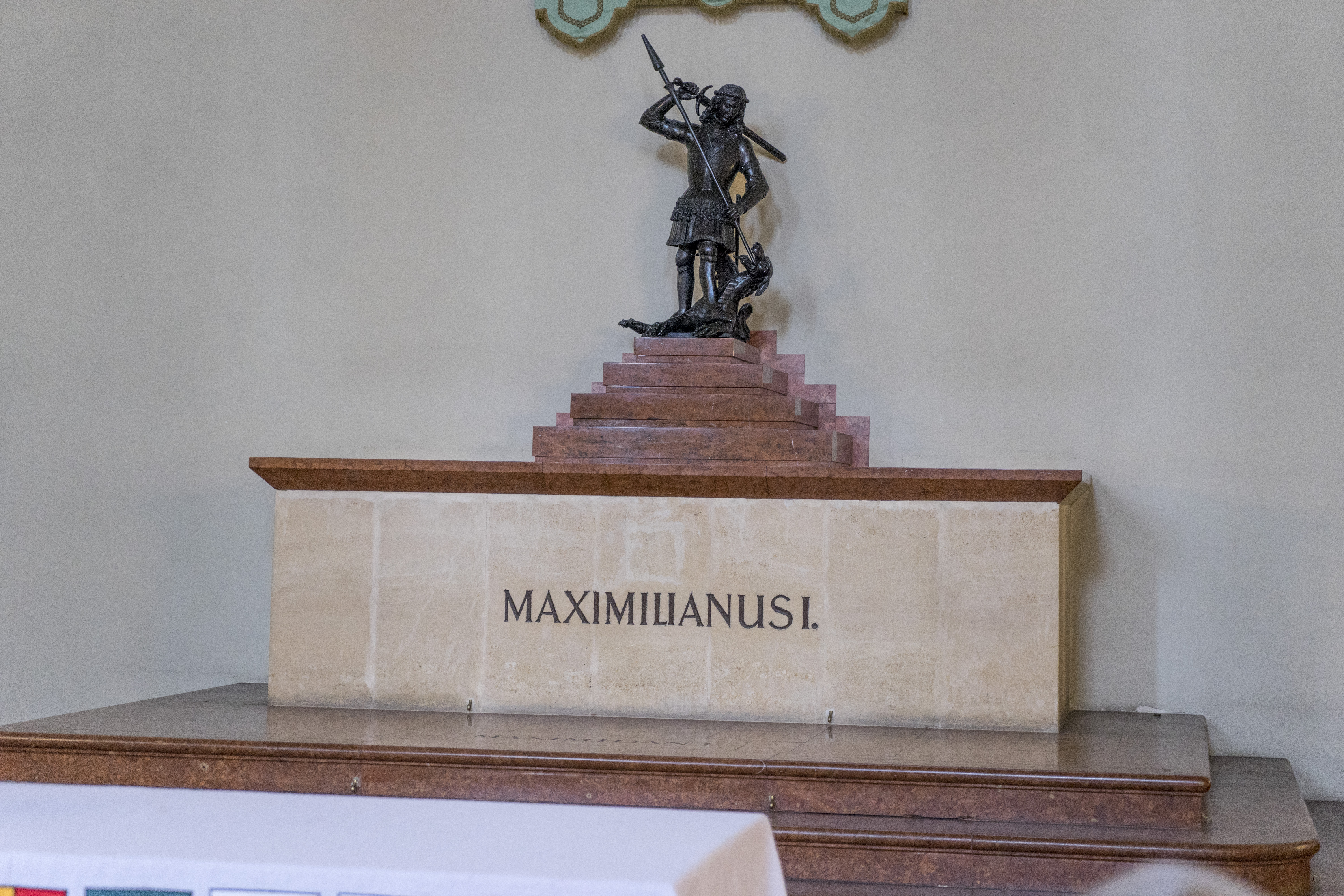
Nagrobek Maksymiliana I
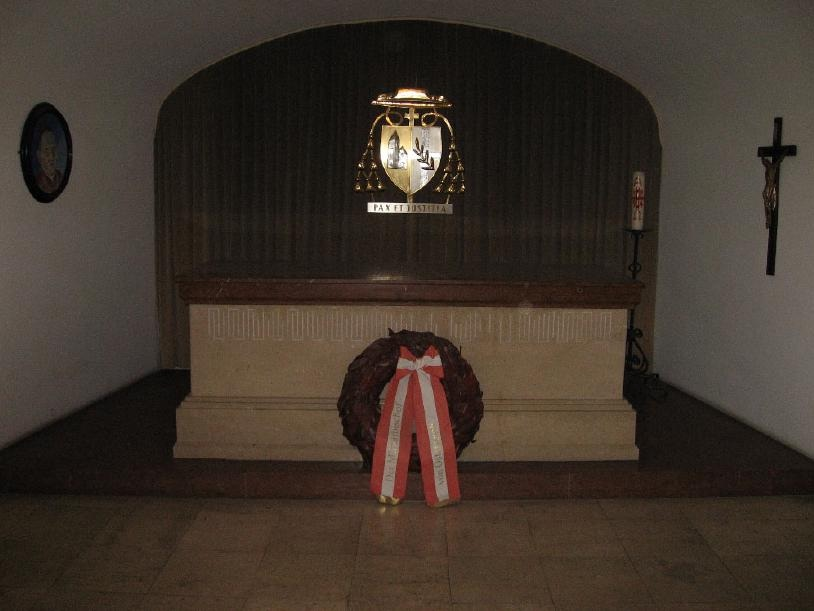
Nagrobek bpa Kosteleckiego